# Ribeira da Bezelga

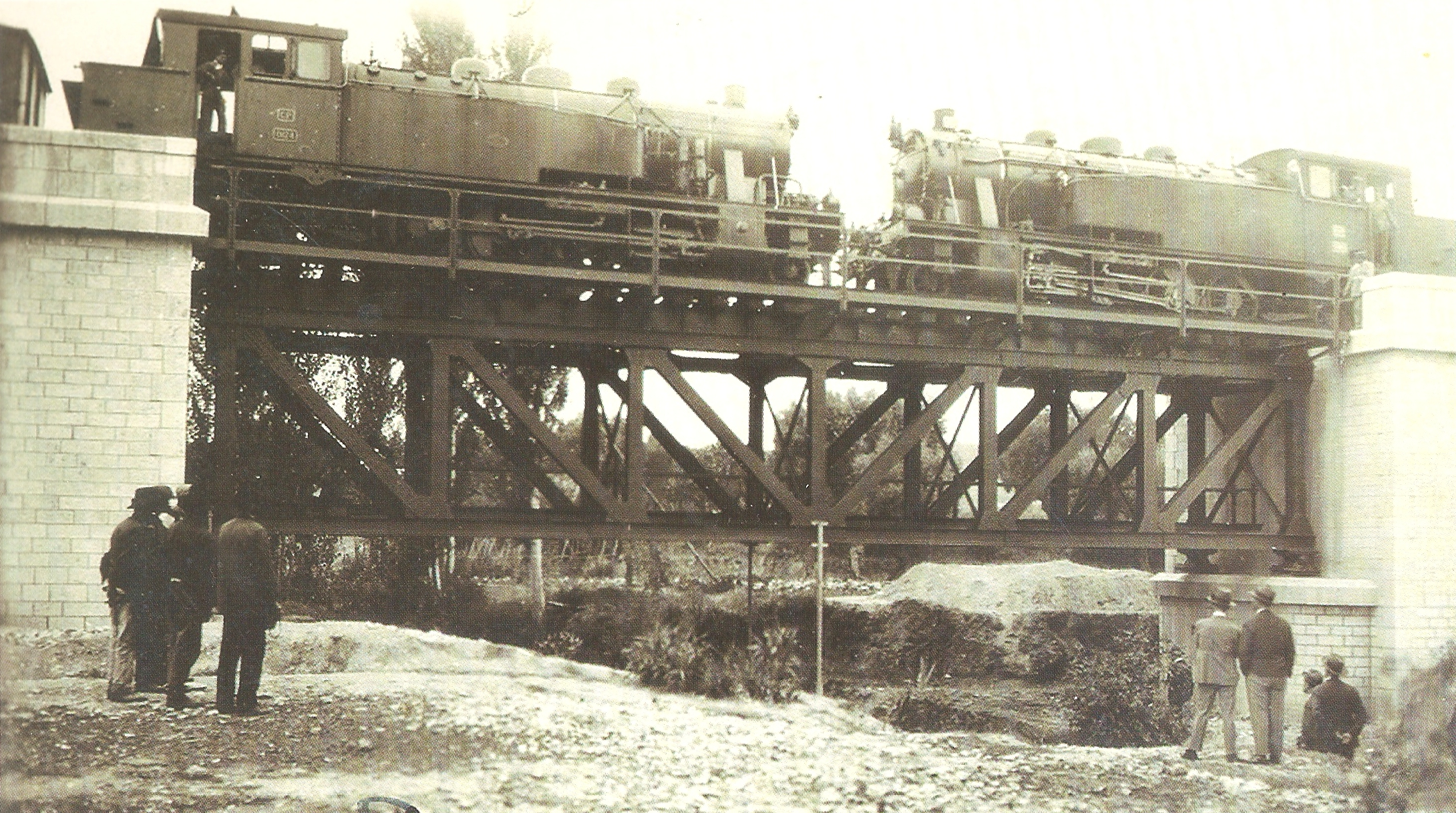
Testes de carga da ponte ferroviária sobre a Ribeira da Bezelga (do Ramal de Tomar, na Asseiceira), na década de 1920.

A ribeira da Bezelga ou de Bezelga, ou rio Bezelga (ou Beselga et c., m.m.) é um afluente do rio Nabão, na bacia hidrográfica do Tejo, em Portugal. Banha a aldeia epónima, no concelho de Tomar, e a sua bacia inclui por sua vez as ribeiras do Choupal e de Carregeiros.